# Father Christmas

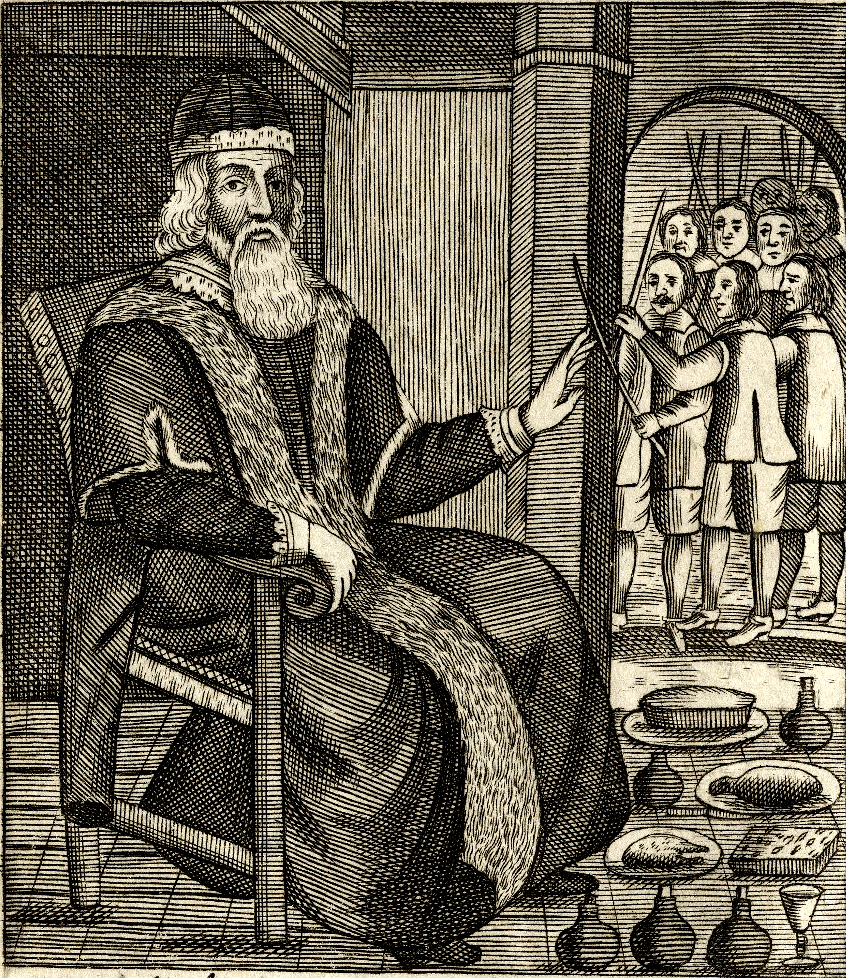
Father Christmas.

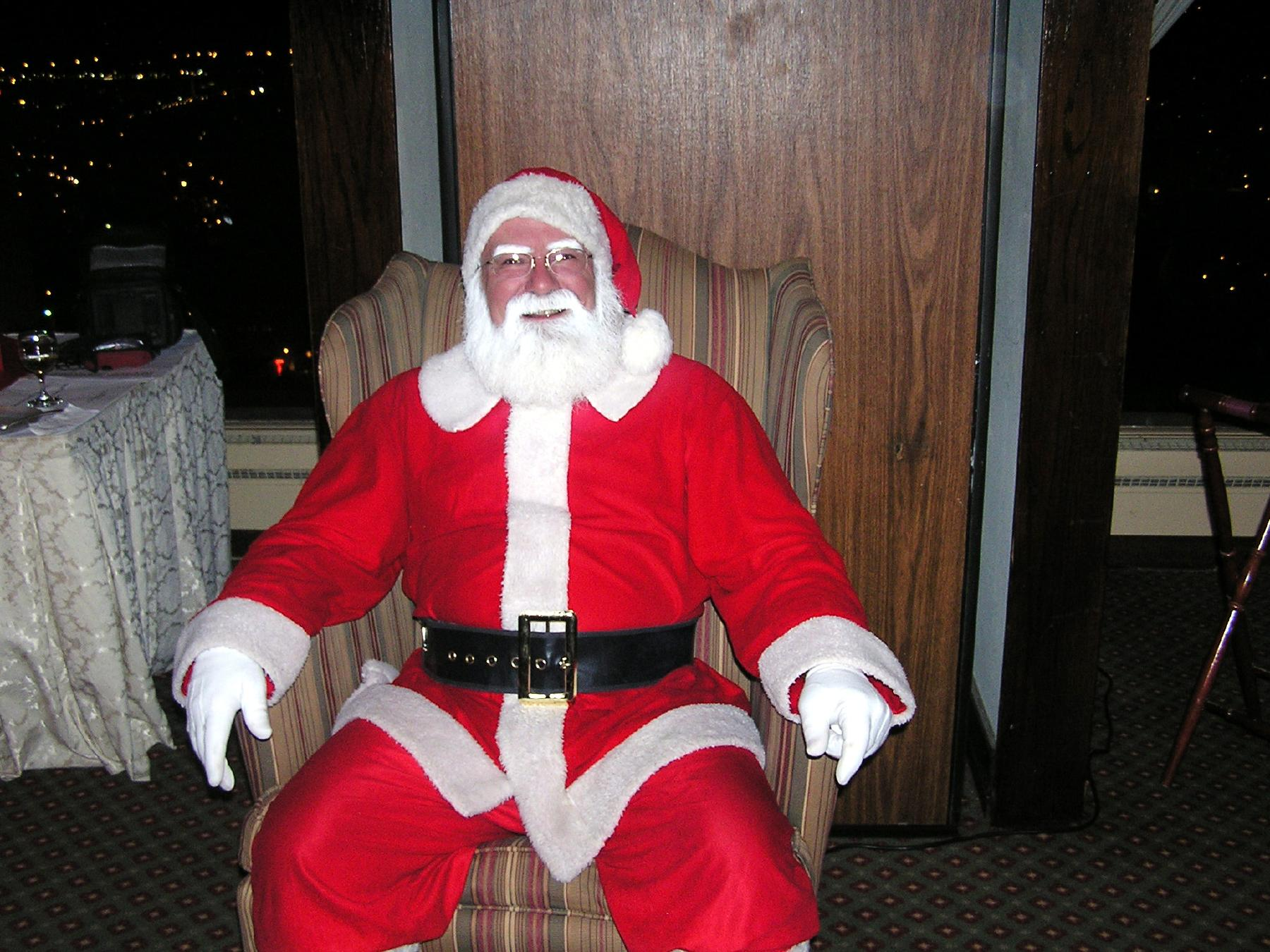
"Father Christmas" är numera ofta synonym till Jultomten.

Father Christmas är ursprungligen en  personifiering av julen som förekommer i engelsktalande länder, dock inte i USA och Kanada. Figuren ledde till utvecklingen av den moderna Jultomten i USA, och är numera ofta synonym med just Jultomten.